# Ослово
Ослово (грч. Παναγίτσα, Панагица) је насељено место у општини Воден у периферији Средишња Македонија, Грчка. Према попису из 2021. године било је 583 становника.
Према бугарском географу и историчару, Василу Канчову, у Ослову је 1900. године живело  1.100 Турака и 50 Словена хришћана. Ослово је било словенско насеље, чије су становништво Турци присилно истиснули присвојивши њихова имања и цело село које је постало већинско турско. Последњи Словени из Ослова су били принуђен да се преселе у суседно словенско село Жерви. Године 1924. турско становништво је принудно исељено у Турску а на њихово место су насељене грчке избеглице из Турске. На попису из 1928. године Ослово је имало 682 становника.